# 滋賀県立虎姫高等学校
滋賀県立虎姫高等学校（しがけんりつ とらひめこうとうがっこう, Shiga Prefectural Torahime High School）は、滋賀県長浜市宮部町にある公立の高等学校。

## 概要
滋賀県立虎姫中学校（旧制中学校）を前身とする伝統校。
地元では「虎高」（とらこう）の愛称で親しまれている。2022年度時点で定員は200名程度であるが、そのうち毎年80名前後の生徒が国公立大学に進学する進学校である。

## 沿革
- 1920年（大正9年）4月1日 - 旧制滋賀県立虎姫中学校として開校。
- 1948年（昭和23年）4月1日 - 滋賀県立虎姫高等学校設置。
- 1949年（昭和24年）4月1日 - 県立高等学校改編により、滋賀県立伊香高等学校と併合。滋賀県立湖北高等学校虎姫校舎に変更[2]。
- 1951年（昭和26年）4月1日 - 県立高等学校再編により、滋賀県立湖北高等学校を廃校。再び滋賀県立虎姫高等学校となる[2]。
- 2012年（平成24年） - スーパー・サイエンス・ハイスクールに指定される。
- 2019年（平成31年）3月19日 - 国際バカロレア・ワールドスクールに認定される。

## 校歌
- 巖谷小波作詞／永井幸次作曲

## 関連団体
- 姉水会 - 同窓会

## 交通
- JR西日本北陸本線 虎姫駅から徒歩約15分

## 著名な卒業生
- 中山研一 - 刑法学者、京都大学名誉教授
- 護雅夫 - 東洋学者、東京大学名誉教授
- 伊吹迪人 - 通産官僚
- 宮村治雄 - 政治学者、東京都立大学名誉教授
- 的場敏博 - 政治学者、京都大学大学院法学研究科教授
- 田代俊孝 - 仏教学者、生命倫理学者、仁愛大学学長、同朋大学名誉教授
- 高田毅士 - 地震工学者、東京大学名誉教授
- 松岡久和 - 民法学者、京都大学名誉教授
- 松宮孝明 - 刑法学者、立命館大学教授
- 浅見宣義 - 裁判官、大阪高等裁判所判事、長浜市長
- 家森信善 - 経済学者、神戸大学経済経営研究所教授
- 八田武志 - 心理学者、名古屋大学名誉教授、関西福祉科学大学学長
- 押谷由夫 - 教育学者、武庫川女子大学教授、元昭和女子大学教授
- 小倉孝保 - ジャーナリスト、ノンフィクション作家、毎日新聞記者
- 上野賢一郎 - 衆議院議員、自治省官僚
- 天羽優子 - 生命科学者、山形大学准教授
- 東海由紀子 - 政治活動家
- 國武大紀 - 実業家、コンサルタント
- すえばしけん - 小説家、同人音楽作曲家
- 北川陽大 - ミュージシャン、～Lefa～メンバー
- 橋本奈穂子 - NHKアナウンサー
- 峰守ひろかず - 小説家、ライトノベル作家
- 藤原哲晶 - 京都大学大学院工学研究科教授

## 著名な教職員
- 山口正之 - 宗教学者、虎姫高等学校校長